# Miss France 1983
Miss France 1983 est la 53e élection de Miss France. Elle a lieu à l'Hôtel PLM Saint-Jacques Paris le  29 décembre 1982.
Isabelle Turpault, Miss Paris 1982 remporte le titre et succède à Sabrina Belleval, Miss France 1982.
Elle est destituée 2 mois plus tard après la publication de photos où elle pose dénudée. Elle est remplacée par sa première dauphine, Frédérique Leroy, Miss Bordeaux.

## Candidates
Selon une photographie de l'époque, on peut remarquer parmi les candidates :
- Miss Alsace
- Miss Bordeaux, Frédérique Leroy
- Miss Essonne
- Miss Bretagne
- Miss Côte d'Azur
- Miss Côte d'Opale, Muriel Tamiviaux[2]
- Miss Tahiti
- Miss Médoc
- Miss Poitou
- Miss Languedoc
- Miss Lot-et-Garonne
- Miss Lyon
- Miss Littoral-Sud
- Miss Paris, Isabelle Turpault
- Miss Normandie
- Miss Savoie
- Miss Roussillon, Corinne Arbouin[2]
- Miss Jura
- Miss Centre-Ouest
- Miss Franche-Comté
- Miss Ille-et-Vilaine
- Miss Léman
- Miss Grande-Motte
- Miss Lorraine
- Miss Toulouse

## Classement final
| Résultat                              | Candidate         | Région           |
| ------------------------------------- | ----------------- | ---------------- |
| Miss France 1983 puis destituée       | Isabelle Turpault | Miss Paris       |
| 1re dauphine devenue Miss France 1983 | Frédérique Leroy  | Miss Bordeaux    |
| 2e dauphine devenue 1re dauphine      | Valérie Guenver   | Miss Bretagne    |
| 3e dauphine devenue 2e dauphine       | Patricia Allegri  | Miss Côte d'Azur |
| 4e dauphine devenue 3e dauphine       | Véronique Babic   | Miss Picardie    |
| 5e dauphine                           |                   | Miss Dauphiné    |
| 6e dauphine                           |                   | Miss Alsace      |

Miss Tahiti, Teura Tuhiti, est Miss France Outre-Mer 1983.
Miss Cagnes-sur-Mer, Corinne Ascione était initialement prévue Miss France car première des votes mais en apprenant les résultats dans les coulisses, elle décide de jeter l'éponge. (information erronée, il s'agit d'un autre comité, le lieu de l'élection ne correspond pas! https://www.parismatch.com/People/Miss-France-1983-refus-Corinne-Ascione-interview-1664788)